# Gråmyra
Gråmyra (Formica cinerea) är en myrart som beskrevs av Mayr 1853. Gråmyra ingår i släktet Formica och familjen myror. Arten är reproducerande i Sverige.

## Underarter
Arten delas in i följande underarter:
- F. c. armenica
- F. c. cinerea
- F. c. cinereoimitans
- F. c. fuscocinerea
- F. c. iberica
- F. c. italica
- F. c. novaki

## Bildgalleri

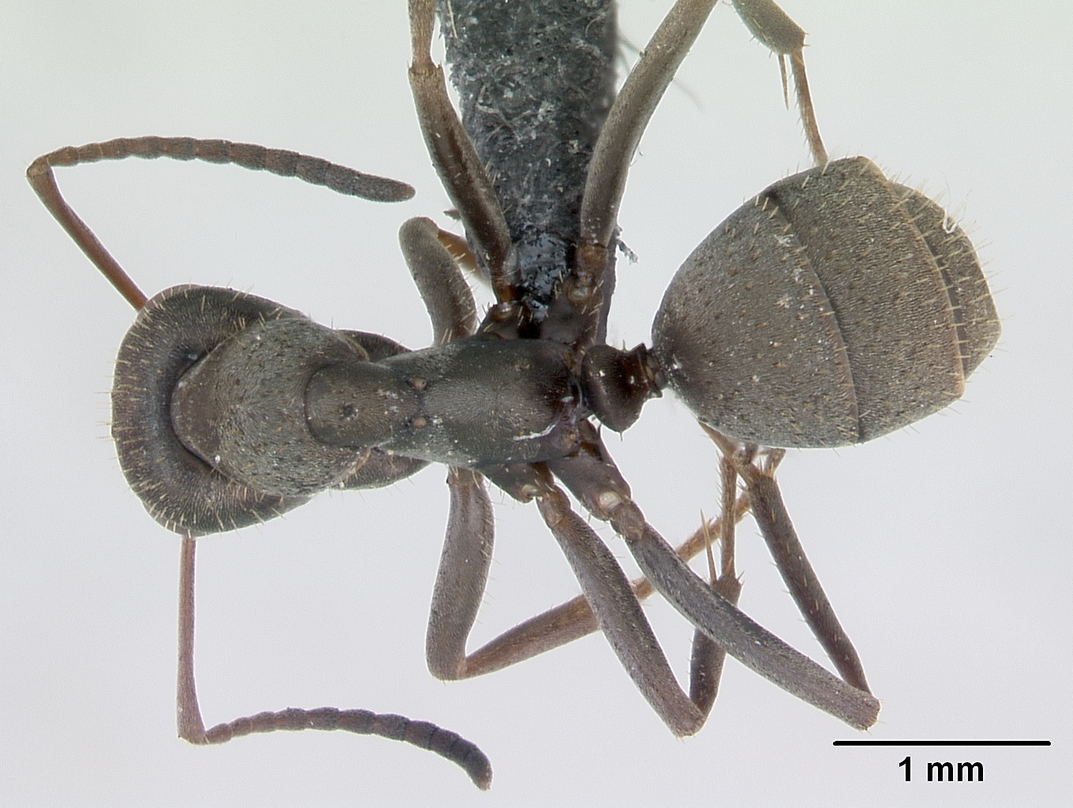
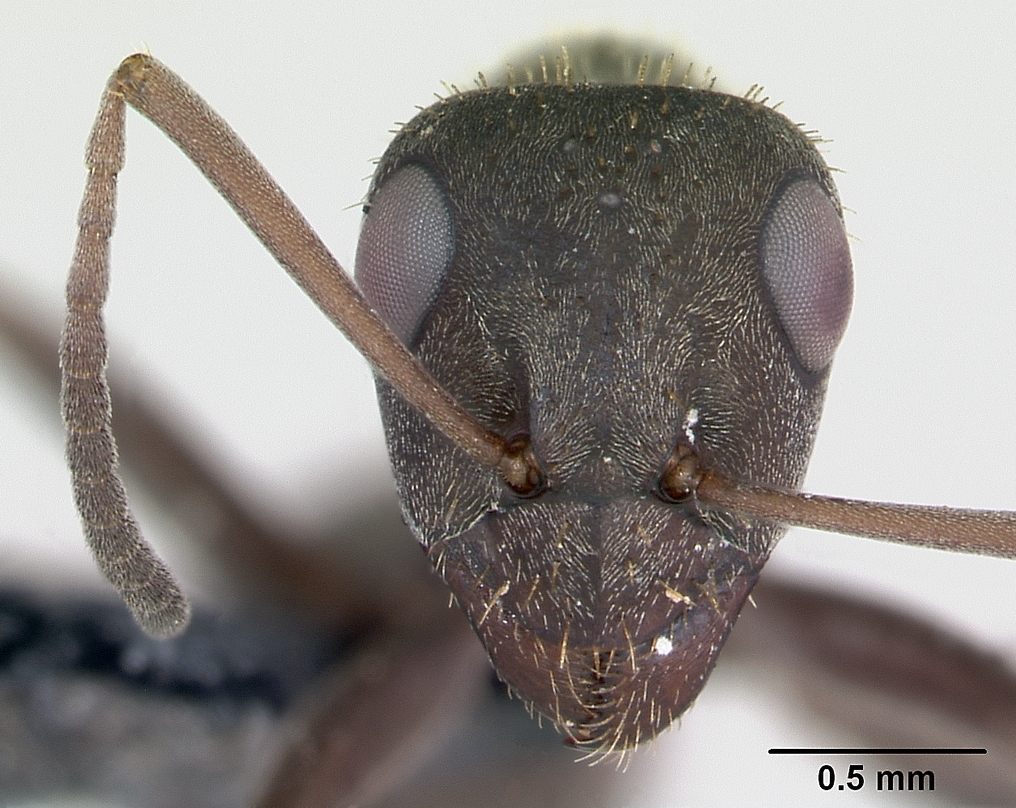
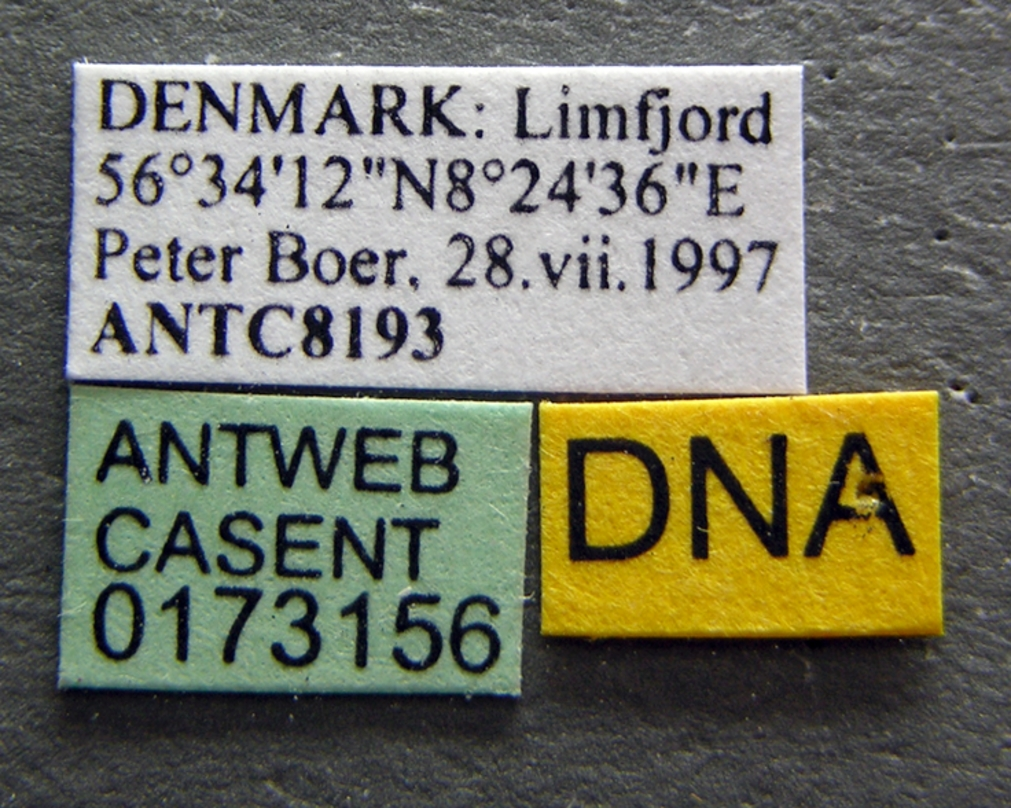